# Theristus pellucidus
Theristus pellucidus is een rondwormensoort uit de familie van de Xyalidae. De wetenschappelijke naam van de soort is voor het eerst geldig gepubliceerd in 1939 door Allgén.